# Arco Bollani
L'Arco Bollani è un arco celebrativo situato a lato di piazza Libertà a Udine, costruito nel 1556 e attribuito all'architetto Andrea Palladio.

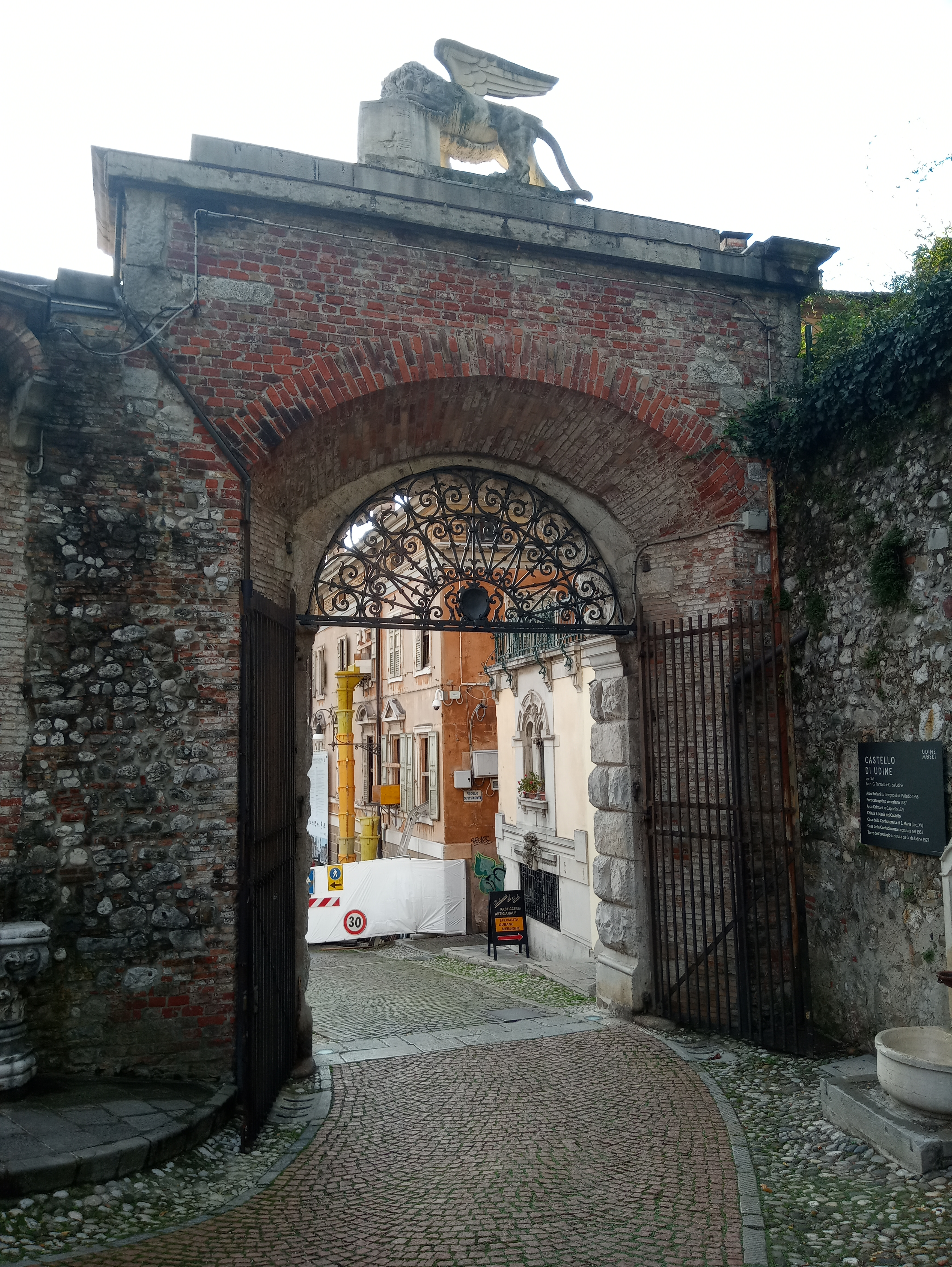
Lato posteriore dell'arco

Situato ai piedi della salita che porta al Castello, l'arco, a singolo fornice, fu fatto erigere dal luogotenente veneto Domenico Bollani, dal 1556 al 1558 fu luogotenente generale del Friuli, poi vescovo. L'intento è insieme autocelebrativo e di caratterizzazione veneziana della piazza Contarena (oggi piazza della Libertà), in funzione del Castello di Udine, centro di potere della Serenissima.
I lavori, cominciati nell'aprile del 1556, si conclusero quattro mesi dopo, quando fu issato il leone marciano con le ali di rame. Il nome di Palladio risulta da fonti coeve, così come è documentato un suo intervento sette anni più tardi per l'ampliamento della strada di risalita al Castello e la valorizzazione della visibilità dell'arco.